# Heretic (película)
Heretic es una película de terror psicológico estadounidense de 2024 escrita y dirigida por Scott Beck y Bryan Woods. Está protagonizada por Hugh Grant, Sophie Thatcher y Chloe East, y sigue a dos misioneras mormonas de La Iglesia de Jesucristo de los Santos de los Últimos Días que intentan convertir a un inglés solitario, en apariencia inofensivo, aunque acaban por darse cuenta de que es mucho más peligroso de lo que parece.
La película tuvo su estreno mundial en el Festival Internacional de Cine de Toronto el 8 de septiembre de 2024 y fue estrenada en Estados Unidos por A24 el 8 de noviembre de 2024.

## Sinopsis
Cuando dos misioneras mormonas intentan predicarle a un hombre, éste resulta ser mucho más peligroso de lo que podrían haber previsto.

## Reparto
- Hugh Grant como el Sr. Reed
- Chloe East como la hermana Paxton
- Sophie Thatcher como la hermana Barnes[9]
- Topher Grace como Kennedy
- Elle Young como Profeta

## Producción
En junio de 2023, se informó que Scott Beck y Bryan Woods escribieron y dirigirían la película de A24, Heretic. Hugh Grant y Chloe East fueron elegidos para los papeles principales.
La producción obtuvo un acuerdo provisional que permite filmar durante la huelga SAG-AFTRA de 2023. La fotografía principal tuvo lugar en Vancouver del 3 de octubre al 16 de noviembre de 2023.

## Estreno
Heretic se estrenó en el Festival Internacional de Cine de Toronto el 8 de septiembre de 2024. La película estaba programada para estrenarse en cines en los Estados Unidos el 15 de noviembre de 2024, antes de que se adelantara su fecha de estreno original del 15 de noviembre al 8 de noviembre.